# Marta Poveda

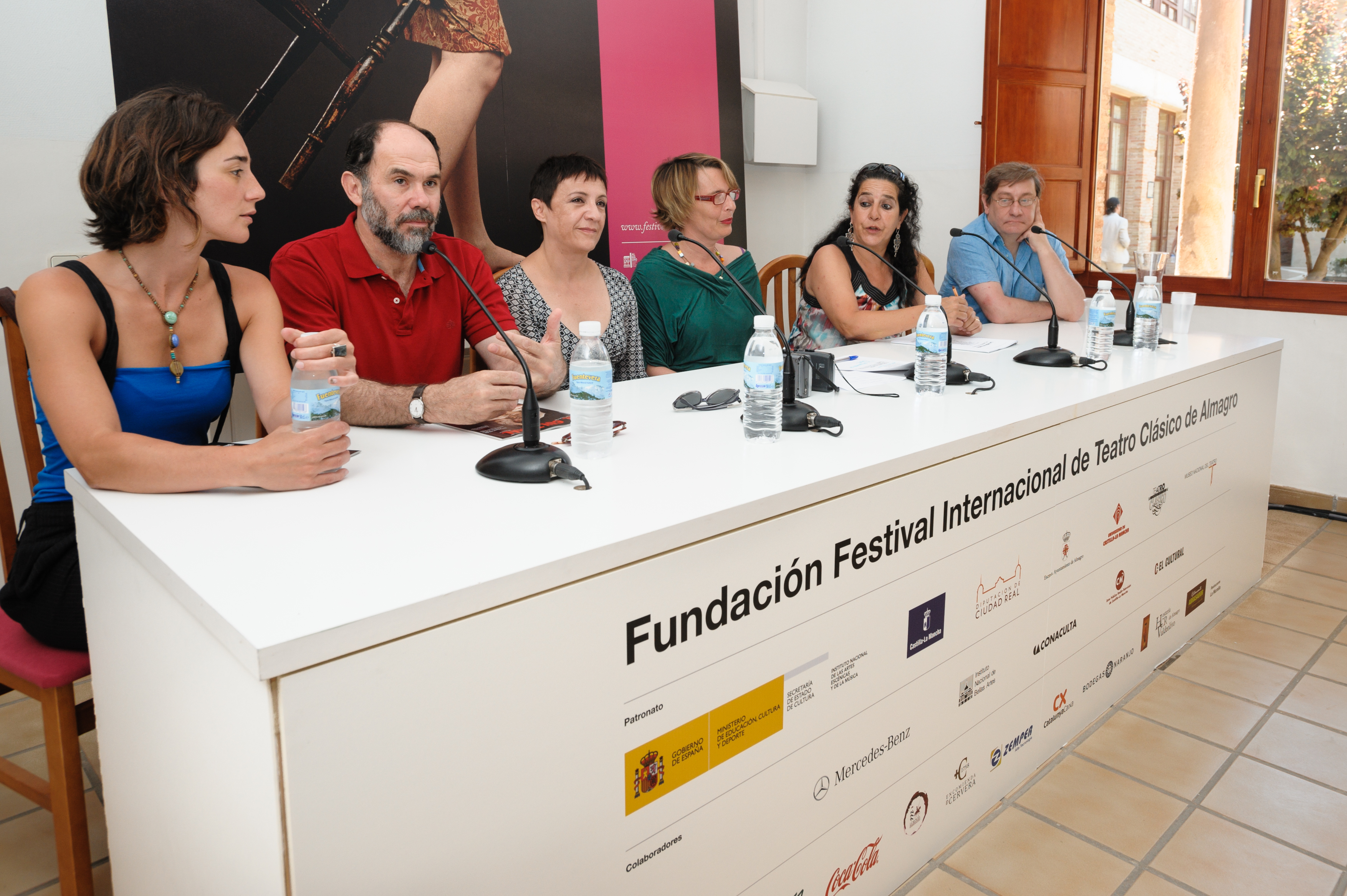

Marta Poveda (nascuda el 18 de maig de 1983) és una actriu dramàtica espanyola.
Es va formar a l'Escola Cuarta Pared, més de realitzar diversos tallers, on va ampliar els seus coneixements de dansa, teatre i tècnica vocal. Ha participat en diverses obres de teatre i ha treballat en sèries de televisió com Los 80 o El Comisario. Fins a 2009 va interpretar el paper de Berta en la popular sèrie Escenas de matrimonio, emesa pel canal de televisió espanyol Telecinco i produïda per Alba Adriática. El 2010 participa en la sèrie de Telecinco La pecera de Eva i en la segona temporada de la sèrie d'Antena 3 Impares, interpretant el paper de Fany Clos. Actualment, és la primera actriu a la Compañía Nacional de Teatro Clásico.

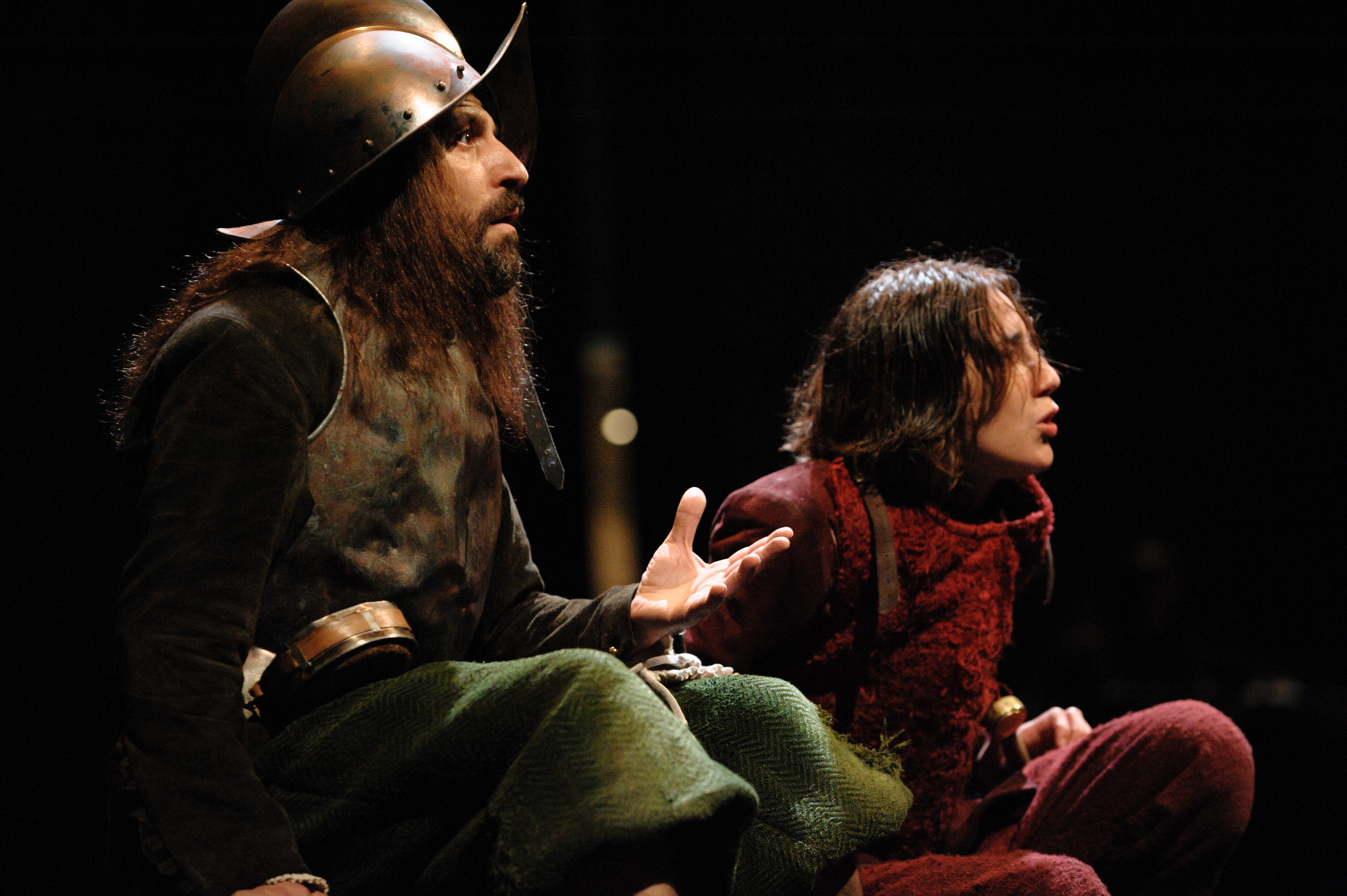

## Aparicions en televisió
- Testigo fantasma (2002)
- El favor (2002)
- El comisario (2 episodis, 2002)
- ¿Todo el mundo al suelo? (2004)
- El divorcio que viene (2004)
- Música por derecho (2004)
- Más que amigos (2004)
- Los 80 (5 episodios, 2004)
- El hombre que susurraba a las frutitas (2005)
- Los Serrano (1 episodi, 2005)
- Escenas de matrimonio (2007-2009)
- La pecera de Eva (2010)
- Impares (2010)
- Gran Hotel (1 episodio, 2011)
- Frágiles (1 episodi, 2012)
- Ciega a citas (sèrie de televisió) (Episodi: "Sapos y princesas", com María, 2014)
- Centro Médico (2017) (TVE)
- Mercado central (2019 - Actualitat)[3]
- Vergüenza (2020)
- Asuntos internos (sèrie de televisió) (2025 - Actualitat, TVE, com a Berta)

## Participaciones en teatro
- Pingüinas (2015), de Fernando Arrabal
- La Tierra, de José Ramón Fernández.[4]
- Vagas noticias de Klamm, de José Sanchis Sinisterra.
- Las bicicletas son para el verano, de Fernando Fernán Gómez.
- 24/7, de Yolanda Pallín, José Ramón Fernández i Javier García Yagüe.
- La casa de Bernarda Alba, de Federico García Lorca.
- Roberto Zucco, de Bernard-Marie Koltès.
- Cruzadas, de Michel Azama.
- Flechas del ángel del olvido, de José Sanchis Sinisterra.[5]
- Himmelweg, de Juan Mayorga.
- Cruel y tierno, de Martin Crimp.
- La comedia del bebé, d'Edward Albee.
- Duda razonable, de Borja Ortiz de Gondra.
- El burlador de Sevilla, de Tirso de Molina.
- Burundanga, de Jordi Galceran.[6]
- La vida es sueño, de Helena Pimenta.
- La verdad sospechosa, de Helena Pimenta.
- Donde hay agravios no hay celos, de Helena Pimenta.
- "La dama duende", d'Helena Pimienta.
- "El Idiota", de Fiodor Dostoievski. Teatro María Guerrero. 2019